# يوكو سومي
يوكو سومي (沢海陽子 سومي يوكو) هي ممثلة يابانية ولدت في 31 مايو 1965 في محافظة نيغاتا.

## زواجها
- أكيو أوتسكا (2005-2008)

## أدوارها في الأنمي

### مسلسلات أنمي تلفزيونية
- خيميائي الفولاذ FULLMETAL ALCHEMIST - اللواء أوليفيير ميرا آرمسترونغ
- بليتش - يوشي، نامشانديلي
- أويدو روكيت - تامايا سيكيتشي
- جنود السايبورغ - روزا، صوفي
- X - كارين كاسومي
- كيشين تايسن جيجانتيك فورميولا - لوكريزيا موريتي
- شامان كينج - لايسرج دايثل، كانّا بيسمارك
- ترايجان - دومينيك ذا سايكلوبس
- فافنر في السماء الزرقاء - يوكيه كاريا
- إيوريكا سفن - ميشا
- يو يو هاكوشو - أتسكو أوراميشي
- غوين ساغا - ميريا
- كابتن إيرث - تسوباكي يوماتسوري
- البدلة المتنقلة جاندام: أيتام الدم الحديدي - أنري فلور
- لعبة الجوكر - جين غراهام

### أفلام أنمي
- بليتش: ميموريز أوف نوبودي - بينين

## أدوارها في الدبلجة اليابانية
- غريز أناتومي - د.كريستينا يانغ

## وصلات خارجية
- يوكو سومي على موقع ميوزك برينز (الإنجليزية)
- يوكو سومي على موقع قاعدة بيانات الفيلم (الإنجليزية)
- يوكو سومي على موقع كينوبويسك (الروسية)
- يوكو سومي على موقع ANN person (الإنجليزية)